# 152481 Stabia
152481 Stabia è un asteroide della fascia principale. Scoperto nel 2005, presenta un'orbita caratterizzata da un semiasse maggiore pari a 3,1344775 UA e da un'eccentricità di 0,0565011, inclinata di 23,47457° rispetto all'eclittica.
L'asteroide è dedicato alla località italiana di Castellammare di Stabia, città natale del suo scopritore.